# Nymula manius
Nymula manius är en fjärilsart som beskrevs av Hans Ferdinand Emil Julius Stichel 1910. Nymula manius ingår i släktet Nymula och familjen Riodinidae. Inga underarter finns listade i Catalogue of Life.